# Kirby Dach
Kirby Dach (ur. 21 stycznia 2001 w St. Albert, Alberta, Kanada) – kanadyjski hokeista, reprezentant Kanady.
Wybrany jako nr 3 w NHL Entry Draft 2019 przez Chicago Blackhawks.

## Kariera klubowa
- Saskatoon Blades (2016 – 2019)